# Estación La Salada (Santa Fe)
La Salada es una estación de ferrocarril ubicada en la localidad de Luis Palacios, provincia de Santa Fe, Argentina.

## Servicios
No presta servicios de pasajeros, sólo de cargas. Sus vías corresponden al Ramal CC del Ferrocarril General Belgrano. Sus vías e instalaciones están concesionadas a la empresa estatal Trenes Argentinos Cargas.
Se encuentra precedida por el Estación Vicente Echeverría y le sigue la Estación Lucio V. López.